# Anastrepha convoluta
Anastrepha convoluta är en tvåvingeart som beskrevs av Stone 1942. Anastrepha convoluta ingår i släktet Anastrepha och familjen borrflugor. Inga underarter finns listade i Catalogue of Life.